# Валтасар (новелла)
«Валтасар» (фр. Balthasar) — новелла французского писателя Анатоля Франса, впервые опубликованная в 1884 году (первый вариант) и в 1886 году (второй вариант). В 1889 году была включена в состав одноимённого авторского сборника.

## Сюжет
Главный герой новеллы — царь Эфиопии Валтасар, который «умом был прост, а сердцем благороден». На 22-м году жизни он совершает путешествие к царице Савской и влюбляется в неё. Та сначала отвечает взаимностью, но позже отвергает Валтасара. Он возвращается в своё царство, начинает изучать волхвование и астрологию, строит высокую башню, с вершины которой наблюдает за звёздами. Однажды царь замечает новую звезду, более яркую, чем остальные. В тот момент, когда он видит караван царицы Савской, звезда рассказывает ему о рождении младенца, «царя царей», который призывает Валтасара к себе. Царице, снова полюбившей героя, приходится вернуться в свою страну. Валтасар же отправляется за звездой и находит младенца Иисуса в яслях.

## Публикация и оценки
Впервые новелла была опубликована в 1884 году в газете L’Univers illustre под названием «История Гаспара и царицы Савской». Это был первый вариант текста, в котором действие сводится к одной ситуации: царь Эфиопии по имени Гаспар замечает с башни новую звезду, отвергает приехавшую к нему царицу Савскую, чьё лицо сразу становится уродливым, и отправляется к младенцу Иисусу. 26 декабря 1886 года в газете Temps увидел свет окончательный вариант, где царь получает новое имя, а сюжет и характеры становятся более сложными. В 1889 году Франс включил «Валтасара» в состав одноимённого сборника.
Новелла получила подзаголовок «Рождественский рассказ», но Франс явно пародирует этот жанр: доказательства тому исследователи видят в искусственности сюжетного поворота со звездой и поисками младенца, в общем «полусочувственном-полунасмешливом» отношении к главному герою. Валтасар здесь отвергает земную любовь ради небесной только из-за пережитых им несчастий, и это во многом обесценивает его обращение. Сюжет о рождении Иисуса Франс подменяет другим, историей царицы Савской, но и его использует только для общего обрамления. В «Валтасаре» специалисты видят в первую очередь философскую повесть, близкую к произведениям Вольтера (в первую очередь «Задигу» и «Царевне Вавилонской»), а в характере главного героя черты Кандида и Простодушного.